# Joshua Philip Turner
Joshua Philip Turner (* 26. März 1897 in Abergavenny; † 30. März 1949 in Chichester) war ein britischer Autorennfahrer.

## Karriere als Rennfahrer
Joshua Philip Turner wurde in den Publikationen über das 24-Stunden-Rennen von Le Mans lange mit Rodney Turner verwechselt. 1929 bestritt nicht Rodney, sondern Joshua Philip Turner das Rennen als Partner von William Hutchinson. Das Duo fuhr einen Werks-S.A.R.A. SP7, der nach 72 gefahrenen Runden nach einem Motorschaden ausfiel.

## Statistik

### Le-Mans-Ergebnisse
| Jahr | Team                                                | Fahrzeug     | Teamkollege        | Platzierung | Ausfallgrund |
| ---- | --------------------------------------------------- | ------------ | ------------------ | ----------- | ------------ |
| 1929 | Société des Applications à Refroidissements par Air | S.A.R.A. SP7 | William Hutchinson | Ausfall     | Motorschaden |